# Robert von Balajthy

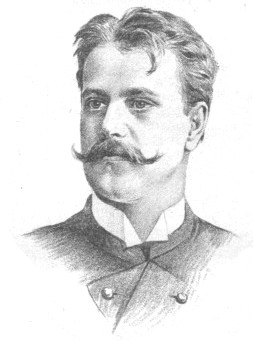
Robert von Balajthy (1893)

Robert von Balajthy (* 30. Oktober 1855 in Wien; † 10. August 1924 ebenda) war ein österreichischer Schauspieler. 
Balajthy war sehr früh an der Bühne, spielte lange an Provinztheatern, hatte ein Gastspiel in Wien, kam dadurch ans Raimundtheater und von 1910 bis 1912 ans Burgtheater. Er hatte immer furchtbares Lampenfieber, welches er nicht überwinden konnte, und gab seinen Beruf auf. In den Jahren der Inflation verlor er sein Vermögen und beging Suizid.
Seine Grabstätte befindet sich im Urnenhain der Feuerhalle Simmering (Abteilung 1, Ring 1, Gruppe 1, Nummer 1) in Wien.

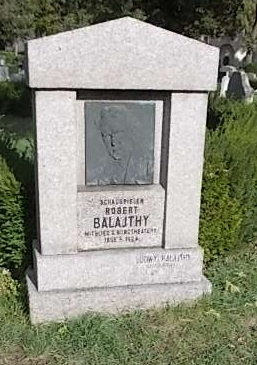
Robert Balajthy Grabstätte